# 겐카이섬
겐카이섬(일본어: 玄界島 겐카이지마[*])는 일본 후쿠오카현 후쿠오카시 니시구에 있는 섬이다. 동경 130도 14분, 북위 33도 41분에 있으며 하카타만의 출구인 겐카이나다(통칭 현해탄)에 접해 있다.
지명(행정구역) 기준으로도 겐카이지마라는 호칭이 존재하는데 후쿠오카현 후쿠오카시 니시구의 오아자 중 하나이며 겐카이지마 오아자는 겐카이섬 전체에 해당된다.

## 지리
면적은 1.14 km2이고 섬의 총 해안선 길이는 4.4 km이다. 섬의 모양은 서북쪽에서 동남쪽으로 향하는 타원형 모양이며 최고점은 높이 218 m의 도미야마산(遠見山)이다.
수심 20 m의 해저에서 솟사오른 섬이다. 이토시마반도와 이어져 있으며 리아스식 해안과 암석 해안이 발달되어 있다. 이토시마반도와 겐카이섬 사이 해협은 폭 2.6 km이며 오토나시노 해협(音無瀬戸)이라고 부른다. 오토나시노 해협 사이 중앙부에는 오쓰쿠에섬(大机島)과 고즈쿠에섬(小机島)이 존재한다. 섬에서 약 300 m 북쪽에는 구로세(黒瀬)라고 부르는 폭 200 m의 암초가 있다. 구로세는 신생대 제4기에 활동한 후쿠오카현에서 유일한 화산섬으로 암초들은 현무암질로 이루어져 있다. 서북쪽으로 약 500 m 떨어진 곳에 하시라섬(柱島)이 있다.

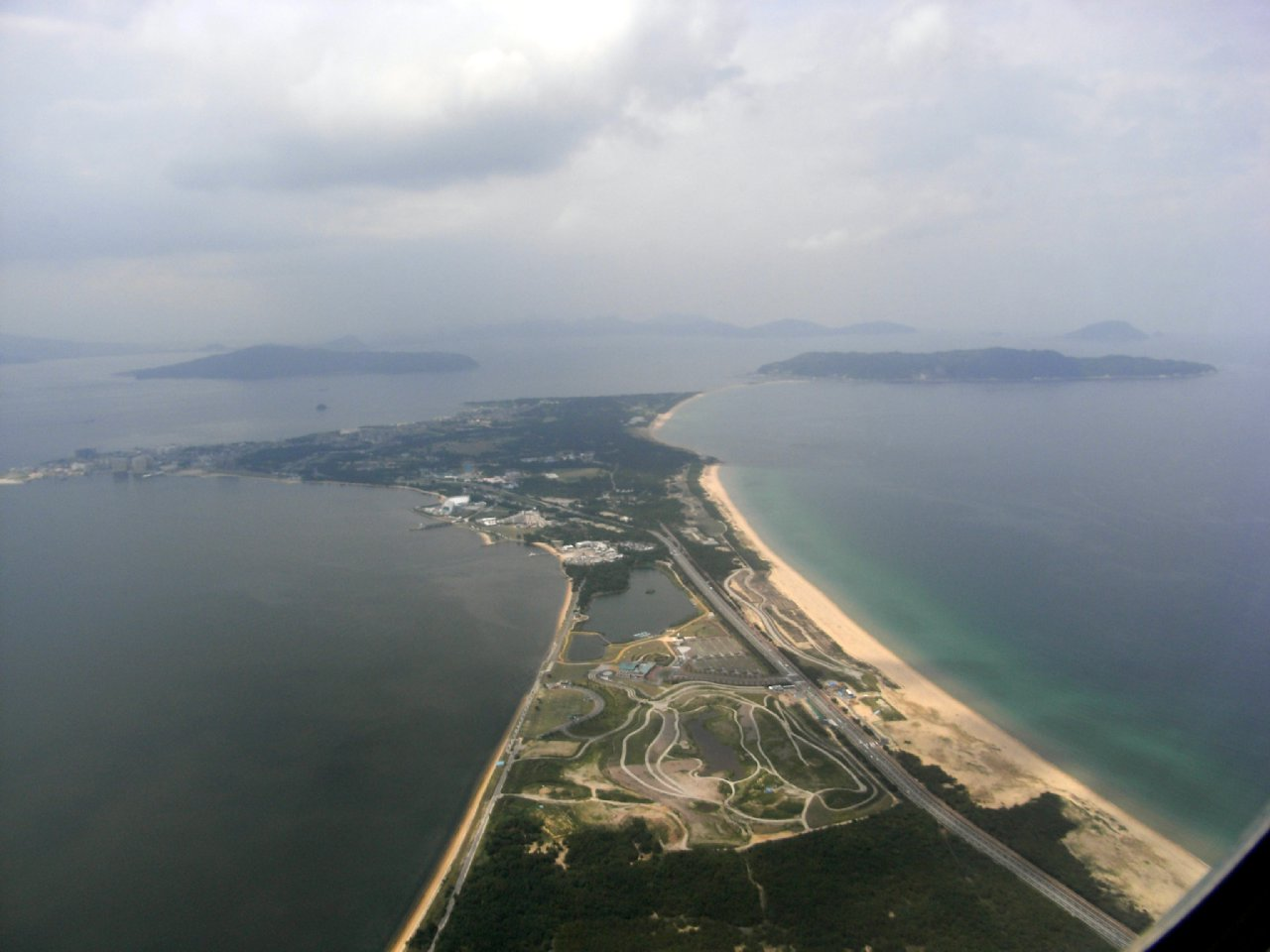
우미노나카미치 상공에서 촬영한 겐카이섬(오른쪽 안쪽)의 모습. 왼쪽에는 노코노섬이, 오른쪽에는 시카노섬이 보인다.
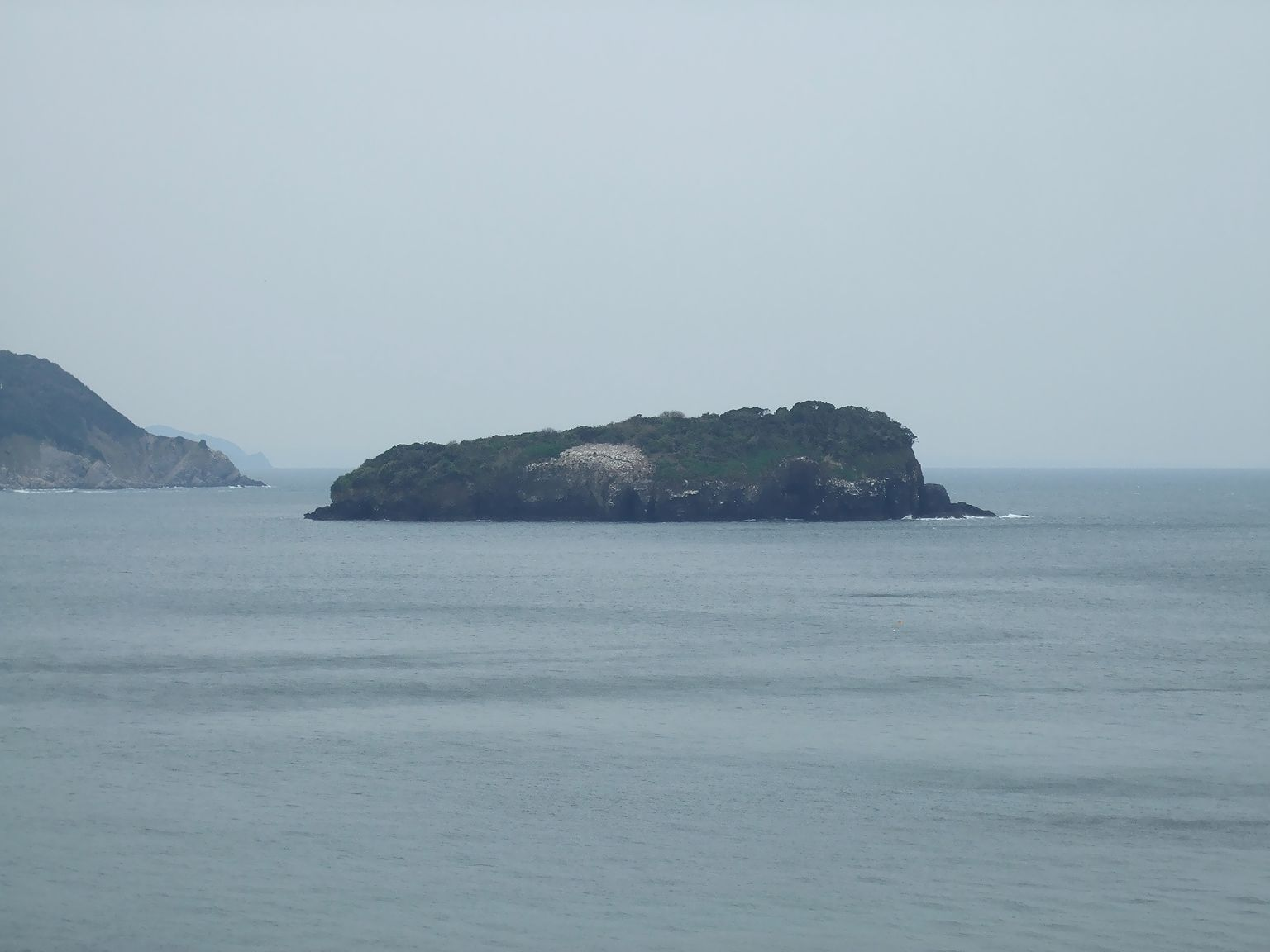
오쓰쿠에섬.
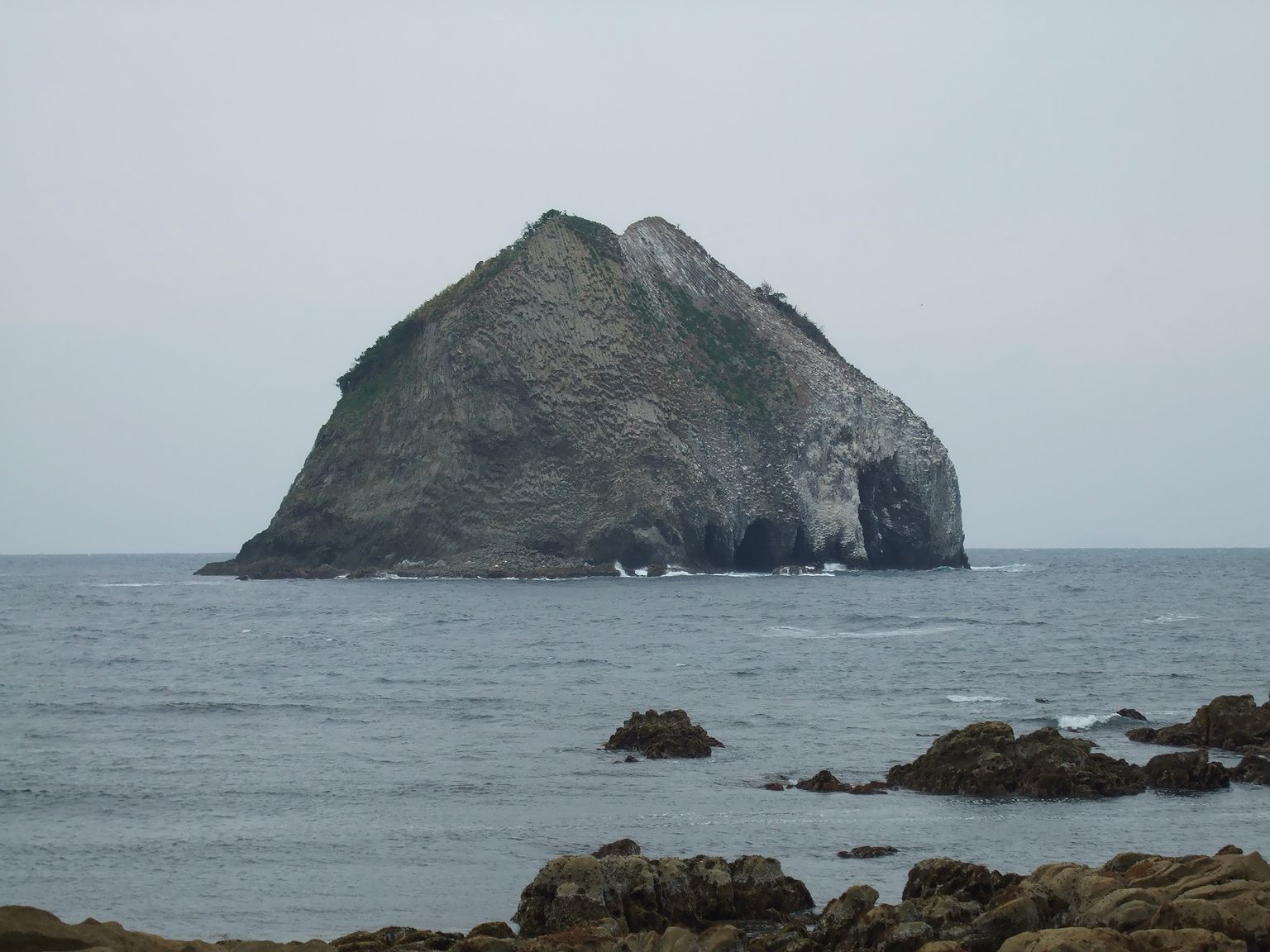
하시라섬.

## 역사
역사상으로는 쿠시마섬(久島), 쓰키우미섬(月海島) 등으로 불리다가 겐카이섬으로 바뀌었다. 아래는 섬과 관련된 주요 사건의 연표이다.
- 1274년 (분에이 11년): 원나라의 제1차 일본 원정 당시 원군이 섬 서쪽(오토나시노 해협)을 통과했다.
- 1281년 (고안 4년): 원나라의 제2차 일본 원정 당시 원군이 섬 동쪽을 통과했다.
- 1645년 (쇼호 2년): 에도 막부가 외국 선박의 움직임을 감시하기 위한 원견 초소(遠見番所)를 설치했다.
- 1866년 (게이오 2년): 후쿠오카번의 사이다 요나나와 호리 로쿠로의 참수형이 집행되었다.
- 1882년 (메이지 15년): 겐카이 초등학교가 첫 개교하였다.
- 1889년 (메이지 22년): 시마군 오다촌으로 편입되었다.
- 1896년 (메이지 29년): 이토시마군으로 편입되었다. 또한 오다촌이 기타자키촌으로 개명하였다.
- 1934년 (쇼와 9년): 섬 서북쪽에 겐카이 등대가 설치되었다.
- 1947년 (쇼와 22년): 겐카이 중학교가 첫 개교하였다.
- 1961년 (쇼와 36년): 기타자키촌이 후쿠오카시에 편입되었다.
- 1996년 (헤이세이 8년): 겐카이 어항에서 마을을 잇는 화물 운반용 모노레일 노선이 개업하였다.
- 2005년 (헤이세이 17년): 3월 20일에 겐카이섬 인근 해역이 진앙인 후쿠오카현 서쪽 해역 지진이 발생했다. 진도 6약에서 진도7에 해당하는 강한 진동으로 섬 내 가옥 70%가 완전 붕괴되는 큰 피해를 입었다.[6]

## 관광
겐카이섬은 1956년 6월 1일 지정된 겐카이 국립공원 안에 있다. 방문객은 평균 연간 14,000명이다. 대부분은 낚시 관광객이다. 겐카이섬 내에 서식하는 주요 동물로는 흑비둘기와 흑로가 있다. 주요 명소로 고타카 신사와 와카미야 신사가 있다.
2005년 3월 20일 일어난 후쿠오카현 서쪽 해역 지진 이후 복구 사업의 일환으로 후쿠오카시 본토 중학교에서 소풍을 유치하는 활동을 진행하고 있다. 겐카이도 어협은 지진 이후 "건강 바이!! 겐카이"(元気バイ!!玄界)라는 표어로 로고, 마크화한 표어를 디자인한 유니폼을 만들거나 겐카이섬의 수산물을 출하할 때 "건강 바이!! 겐카이" 스티커를 다는 등 PR 활동을 진행하였다.
후쿠오카시를 거점으로 하는 야구팀인 후쿠오카 소프트뱅크 호크스는 '매'와의 인연으로 피해를 입었던 겐카이섬의 코타카 신사의 재건을 기원하는 자선경기를 열어 티켓 요금의 일부를 기부하였다.

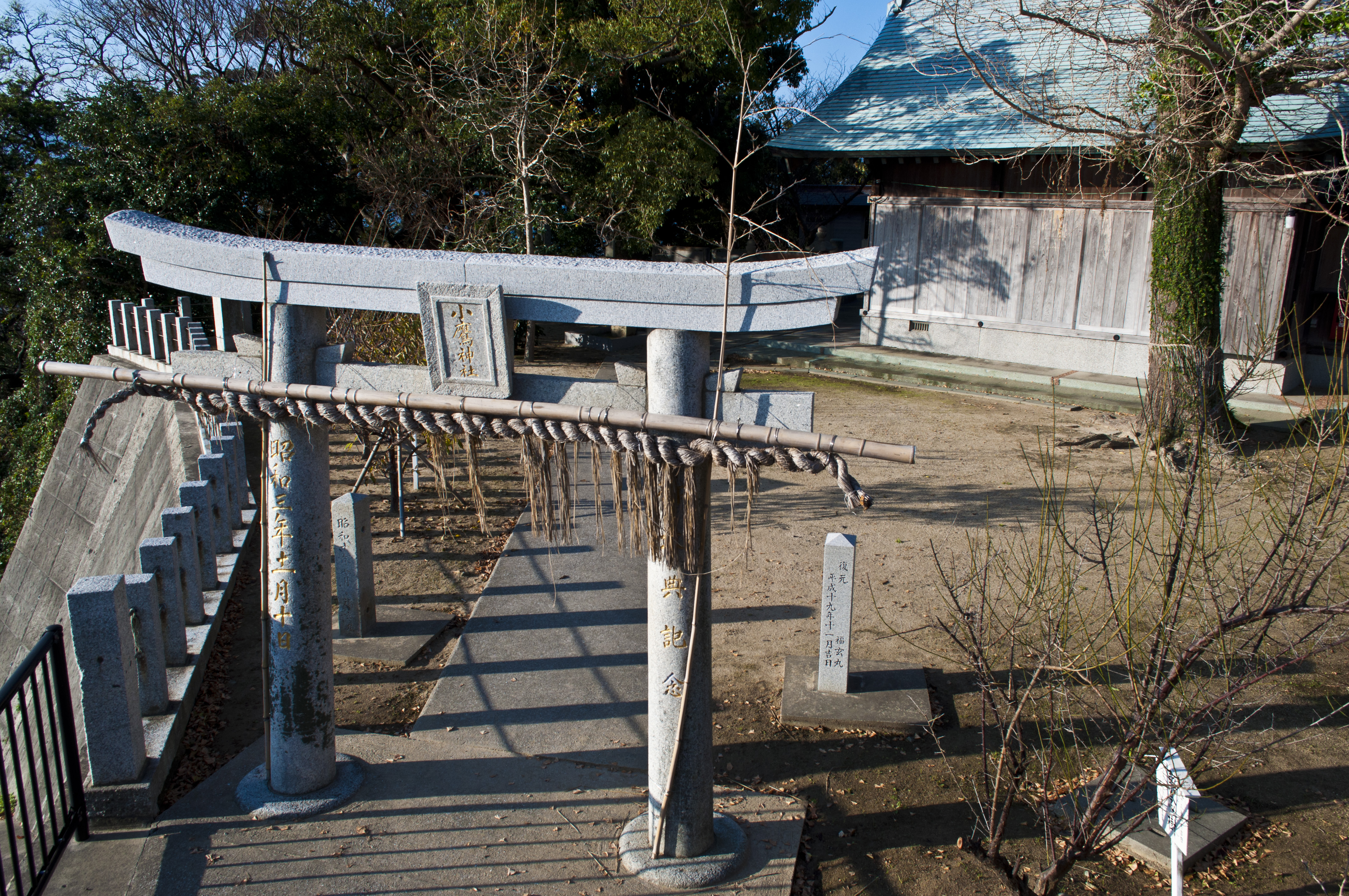
고타카 신사.
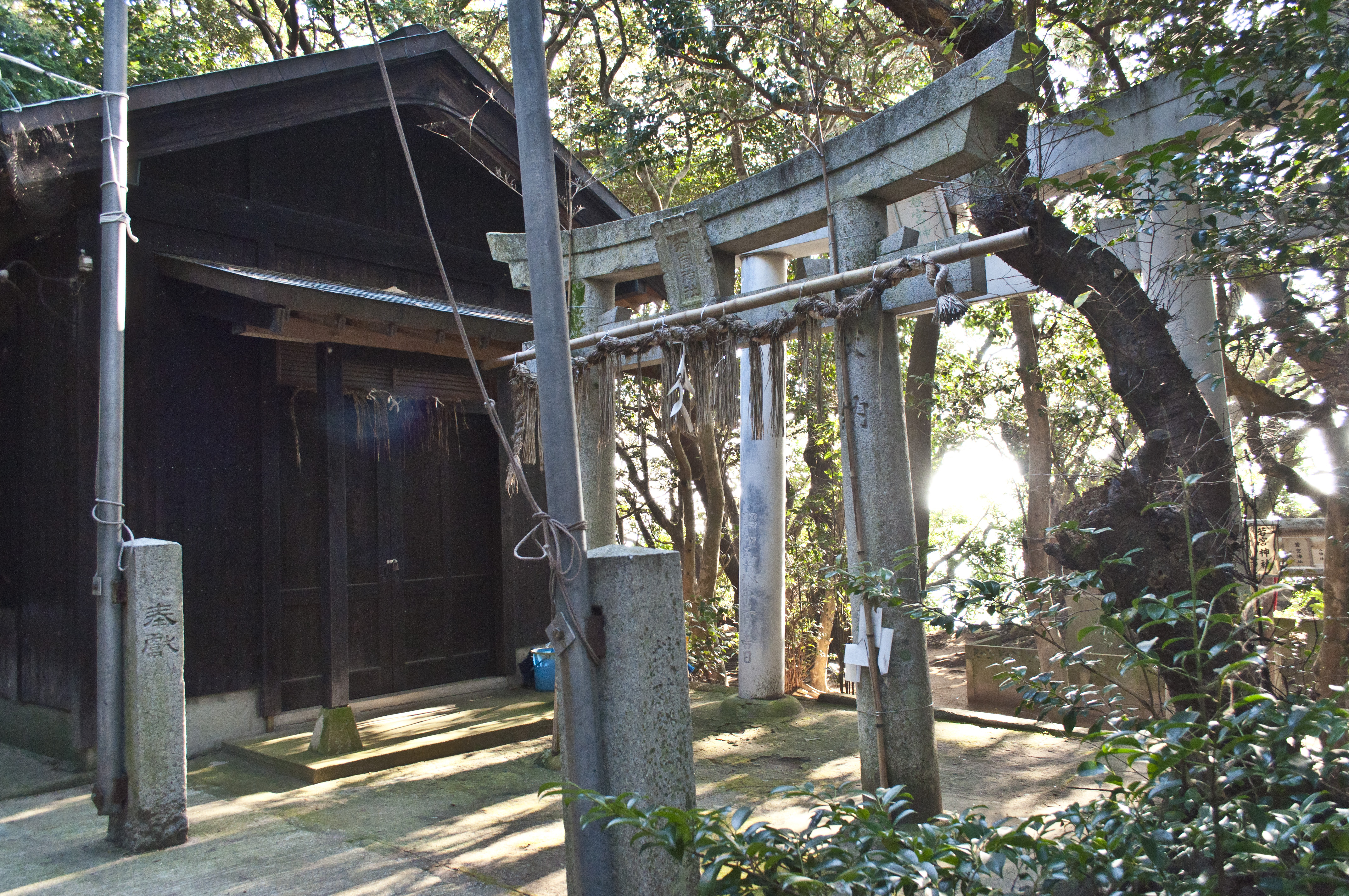
와카미야 신사.
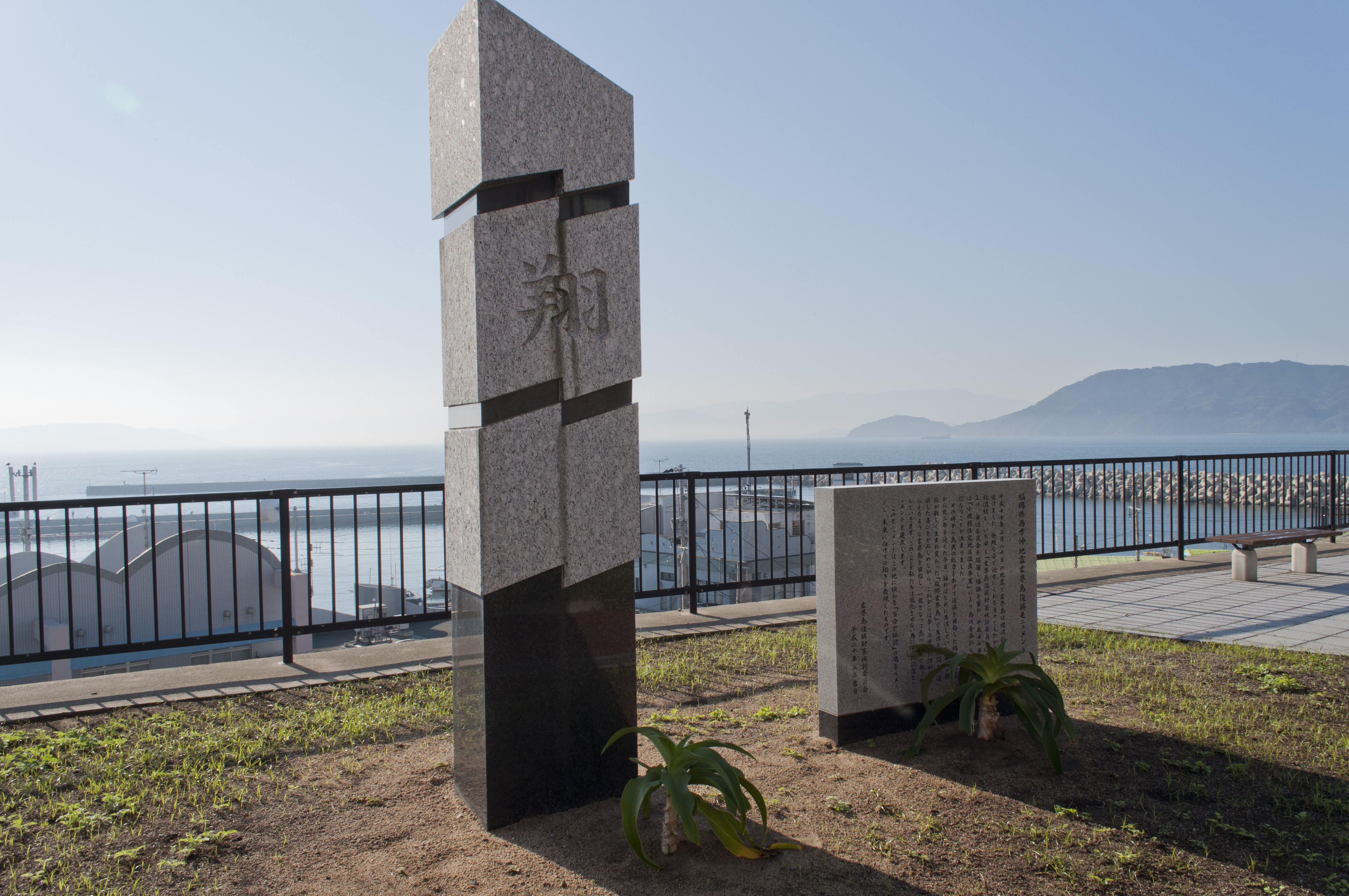
겐카이섬의 진재부흥기념비.

## 교통
섬 남쪽에 겐카이지마항(玄界島港)이 있어 후쿠오카 본토 하카타 부두와 겐카이섬을 잇는 후쿠오카시 관도선 정기항로가 있다. 1일 7편으로 총 길이 18 km, 소요 시간 35분으로 운행하고 있다. 과거에는 이토시마반도 미야우라와 겐카이섬을 잇는 항로도 있었으나 폐지되었다.
2005년 지진 전에는 마을의 길 전체가 간기단(がんぎ段)이라고 하는 계단식 길이었지만 부흥 공사로 차로가 정비되어 많은 길이 차가 운행할 수 있게 바뀌었다. 또한 고저차 50 m의 경사로 이동을 위한 엘리베이터도 설치되어 있다.
섬의 남쪽 경사면에 동서 방향으로 어항에서 마을을 연결하는 화물 운반용 모노레일이 총 1개 설치되어 있다. 이 모노레일은 마을과 어항 사이 차도가 없었던 시절인 지진 전에 설치된 운송수단으로 차로 정비 이후에는 사용하고 있지 않다.
섬의 서남쪽에는 재해 및 구급이송용으로 사용할 수 있는 헬리포트가 있다.

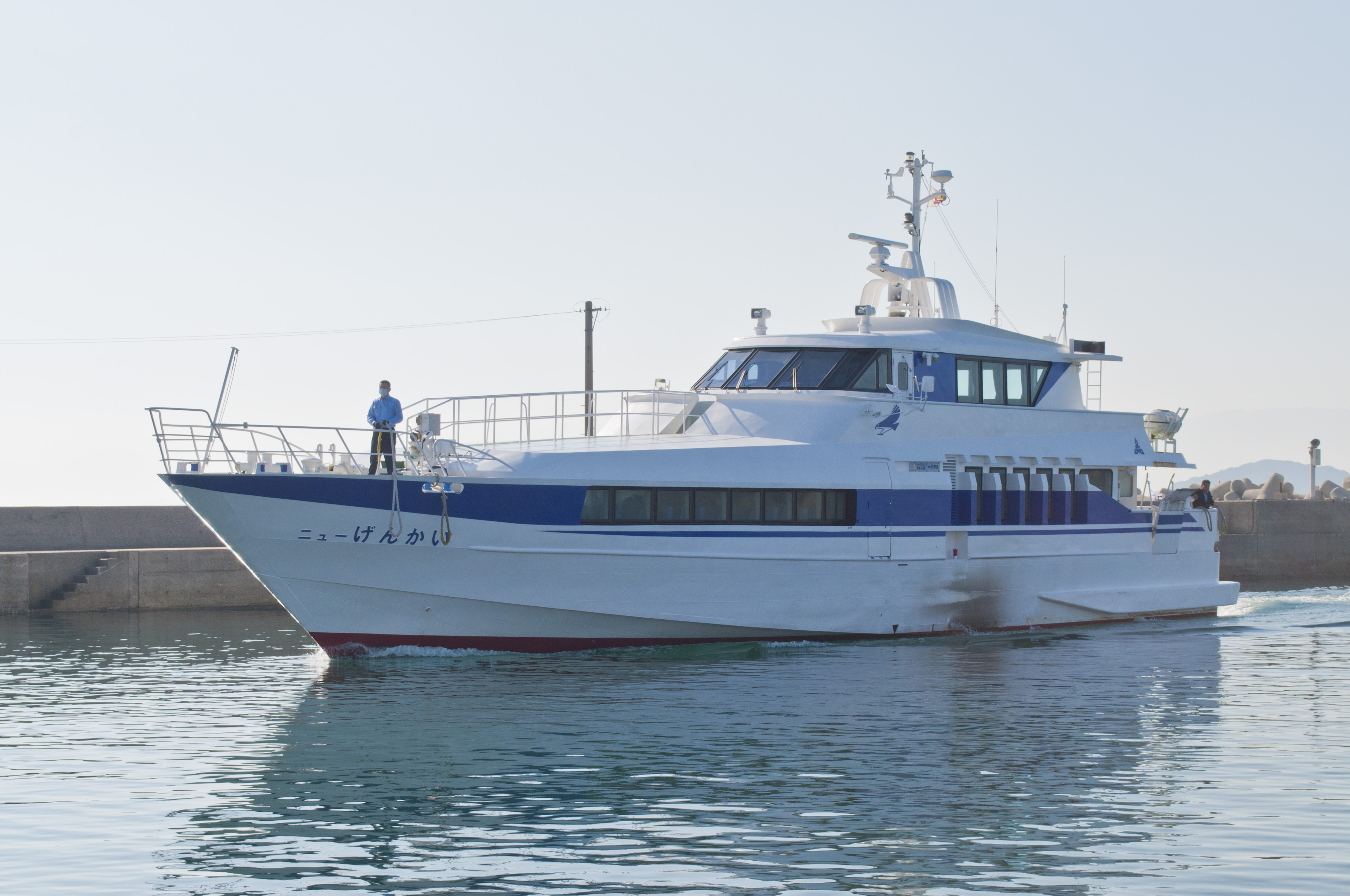
시영도선인 뉴겐카이호.
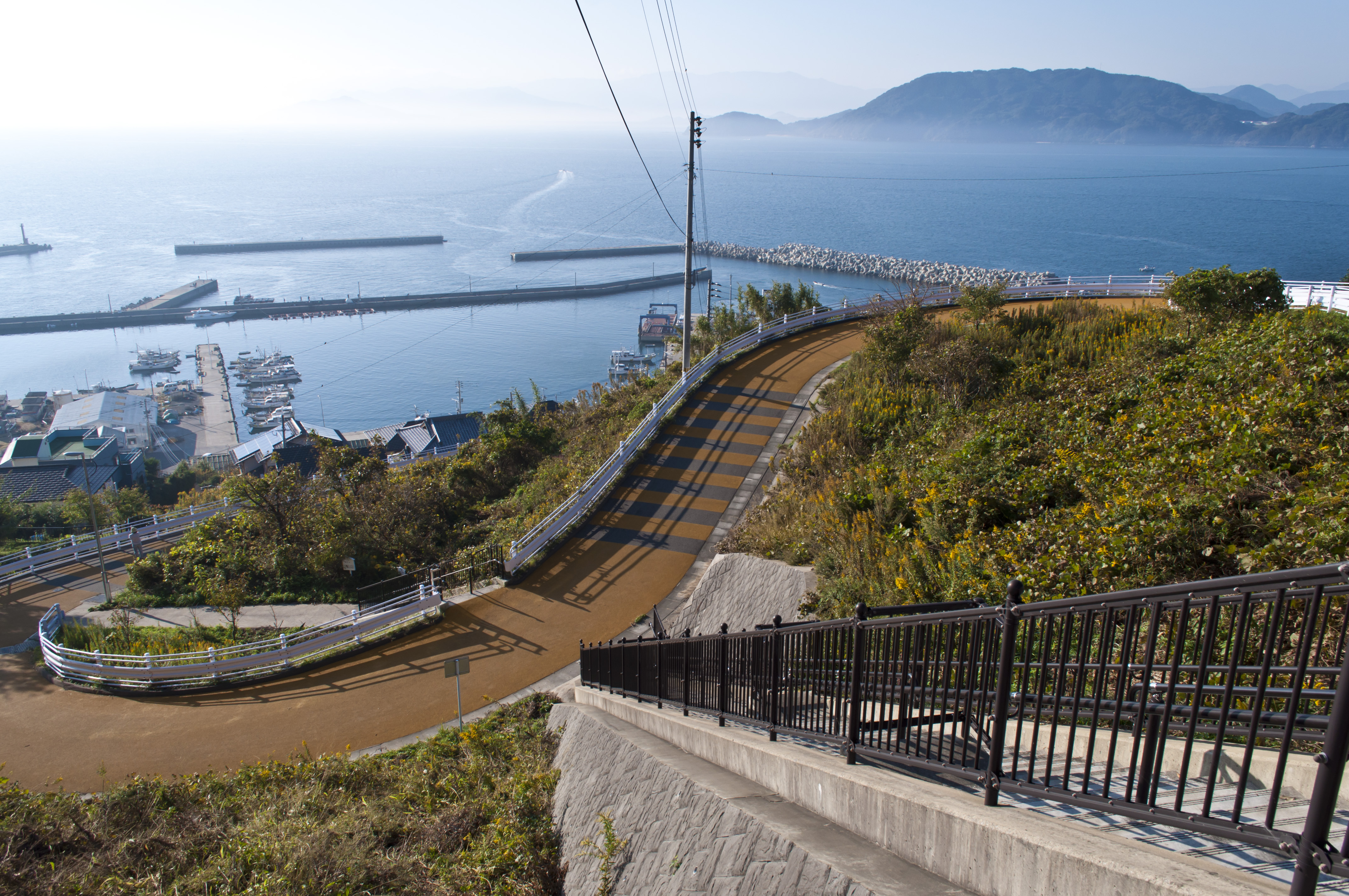
섬의 도로와 계단. 급경사면을 오르기 위해 도로가 지그재그로 지어져 있다.
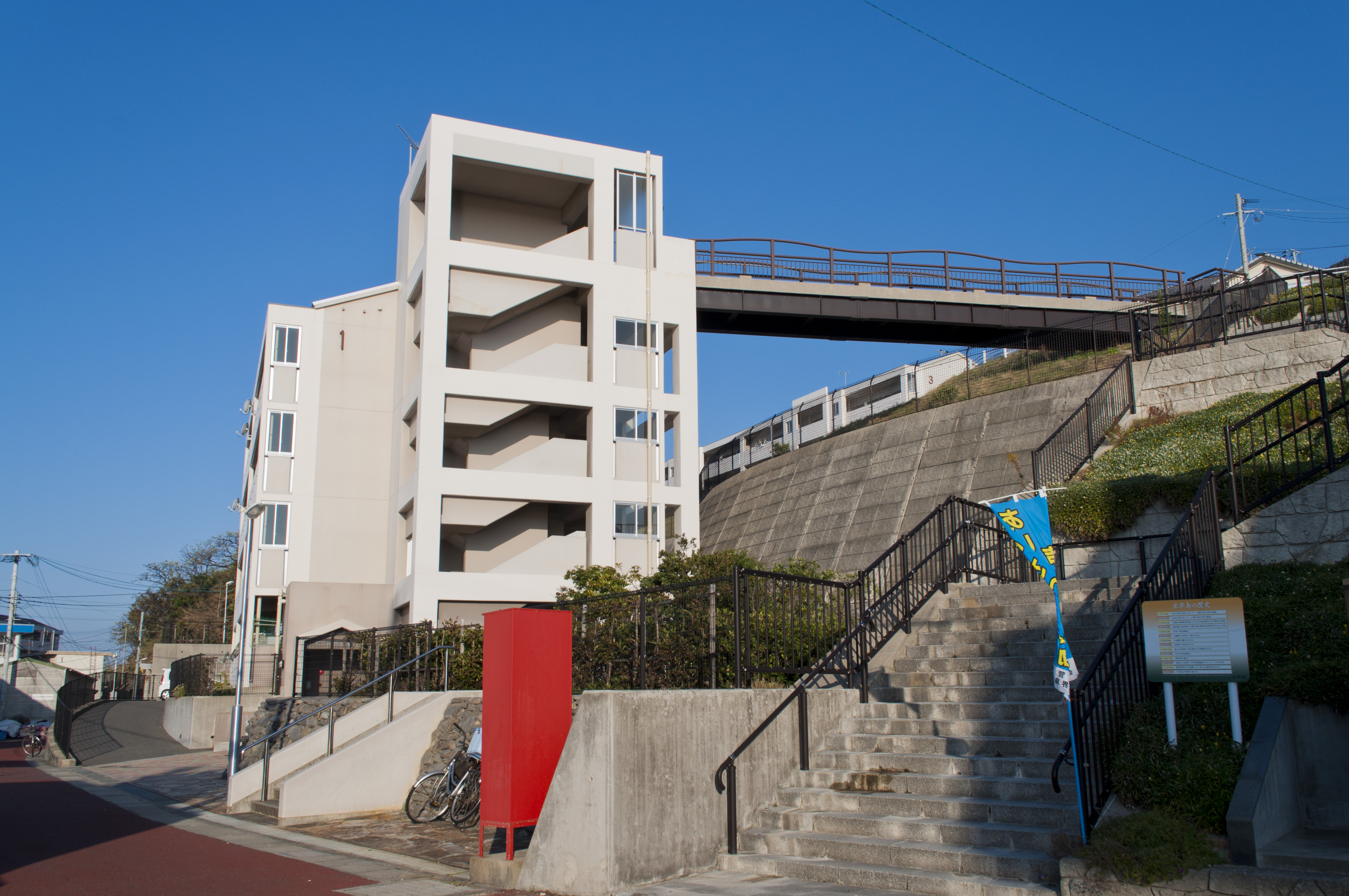
경사면 이동용 엘리베이터(사진 중앙). 지진 이후 건설된 시영주택과 같이 붙어 있다.
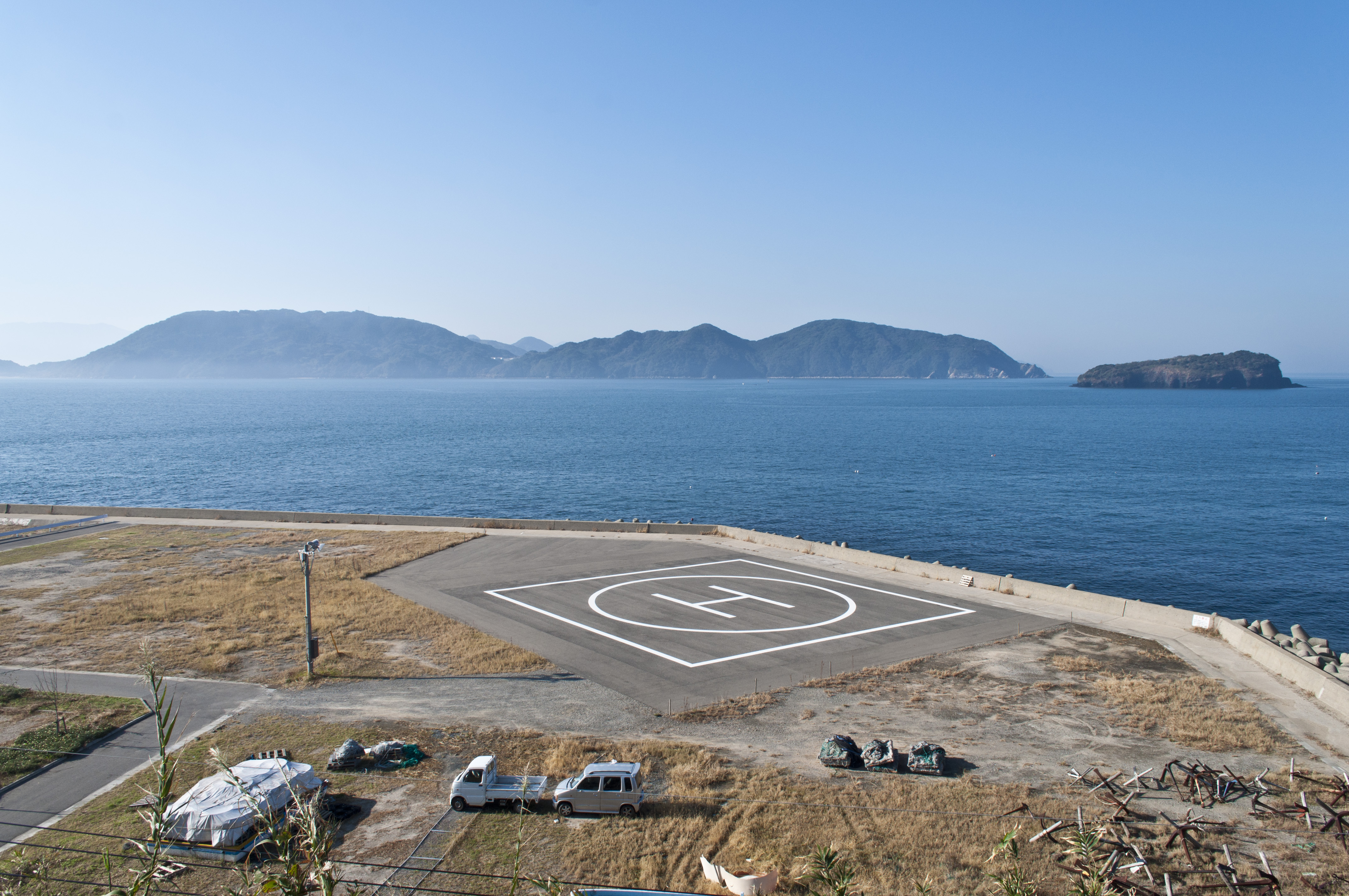
긴급용 헬리포트. 야간 조명도 설치되어 있다.
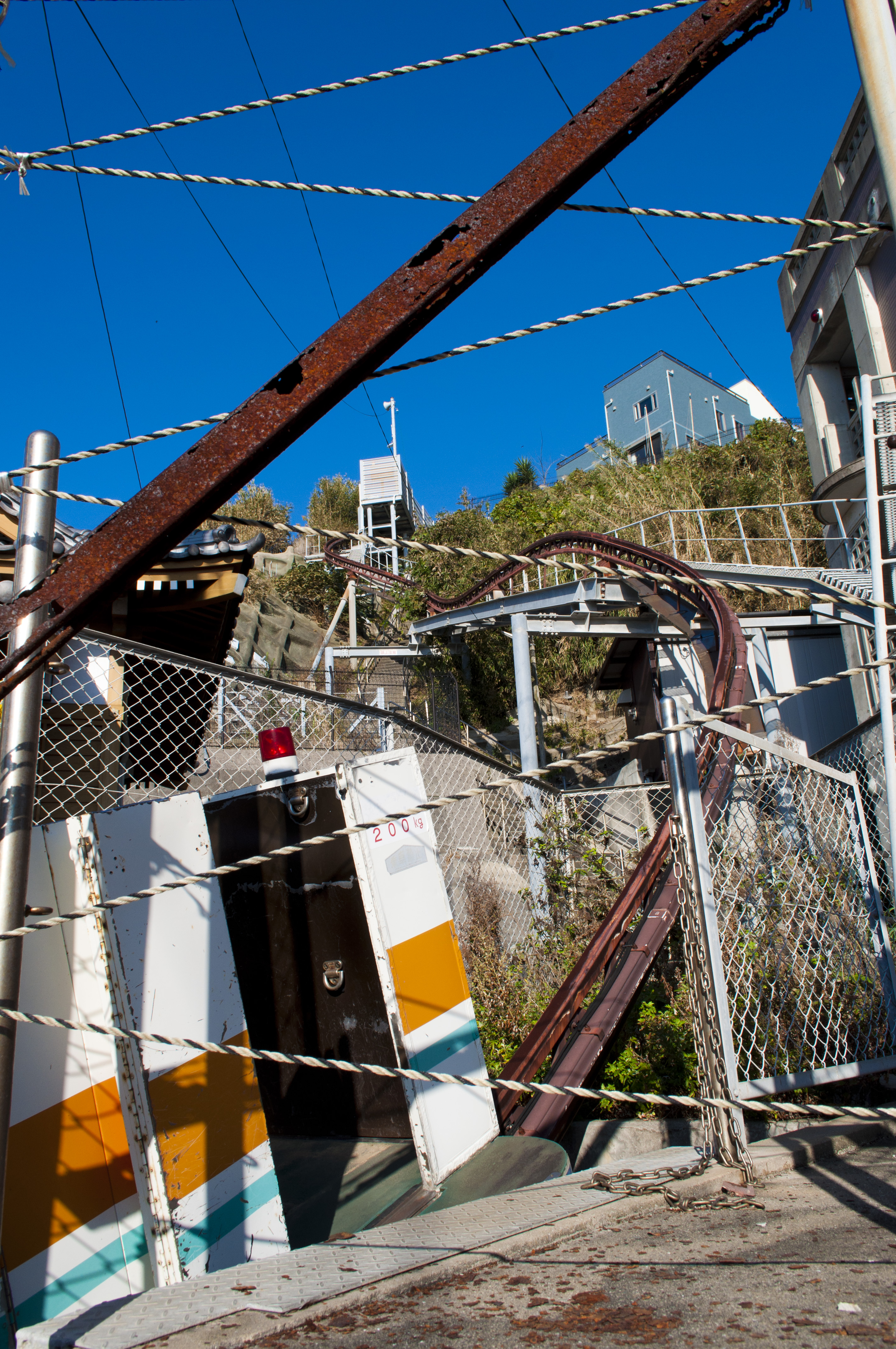
화물 수송용 모노레일.

## 산업
모든 주택이 섬 동남쪽 경사면과 연안 경사면에 집중되어 있으며 지진 이전 기준 약 700명의 섬 주민 대부분은 어업에 종사하고 있다. 방어 낚시와 뿔소라잡이가 활발하다. 오로노섬과 함께 후쿠오카시 니시구 내에서 낙도진흥법을 적용받는 두 섬 중 하나이다. 2005년 지진 이후 복구사업을 통해 섬 남쪽 경사면은 신축 주택이 다수 건축되었다.

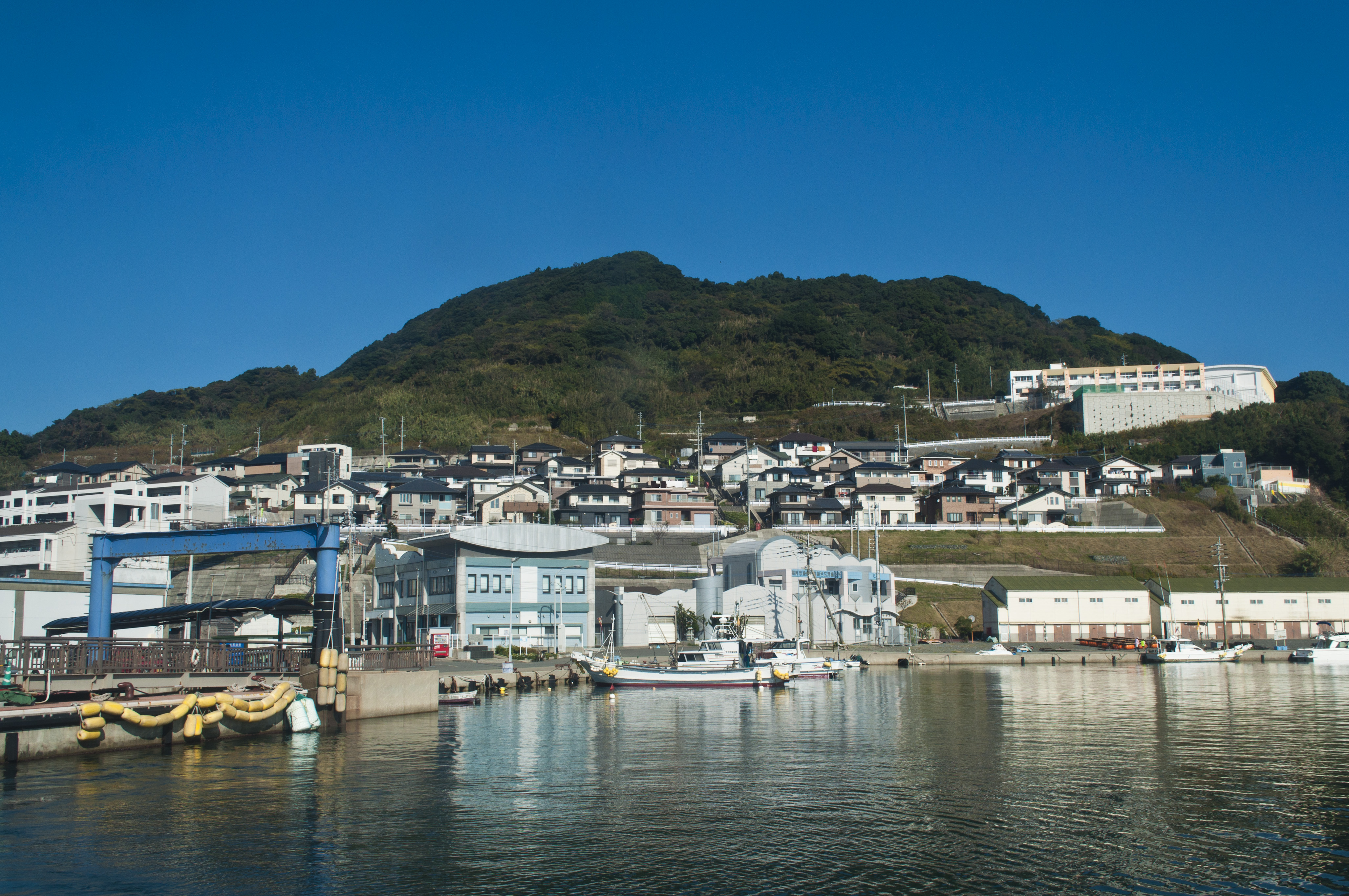
어항에서 바라본 마을의 모습.

## 교육
섬 동남쪽에 후쿠오카 시립 겐카이 소학교 및 시립 겐카이 중학교가 있다.

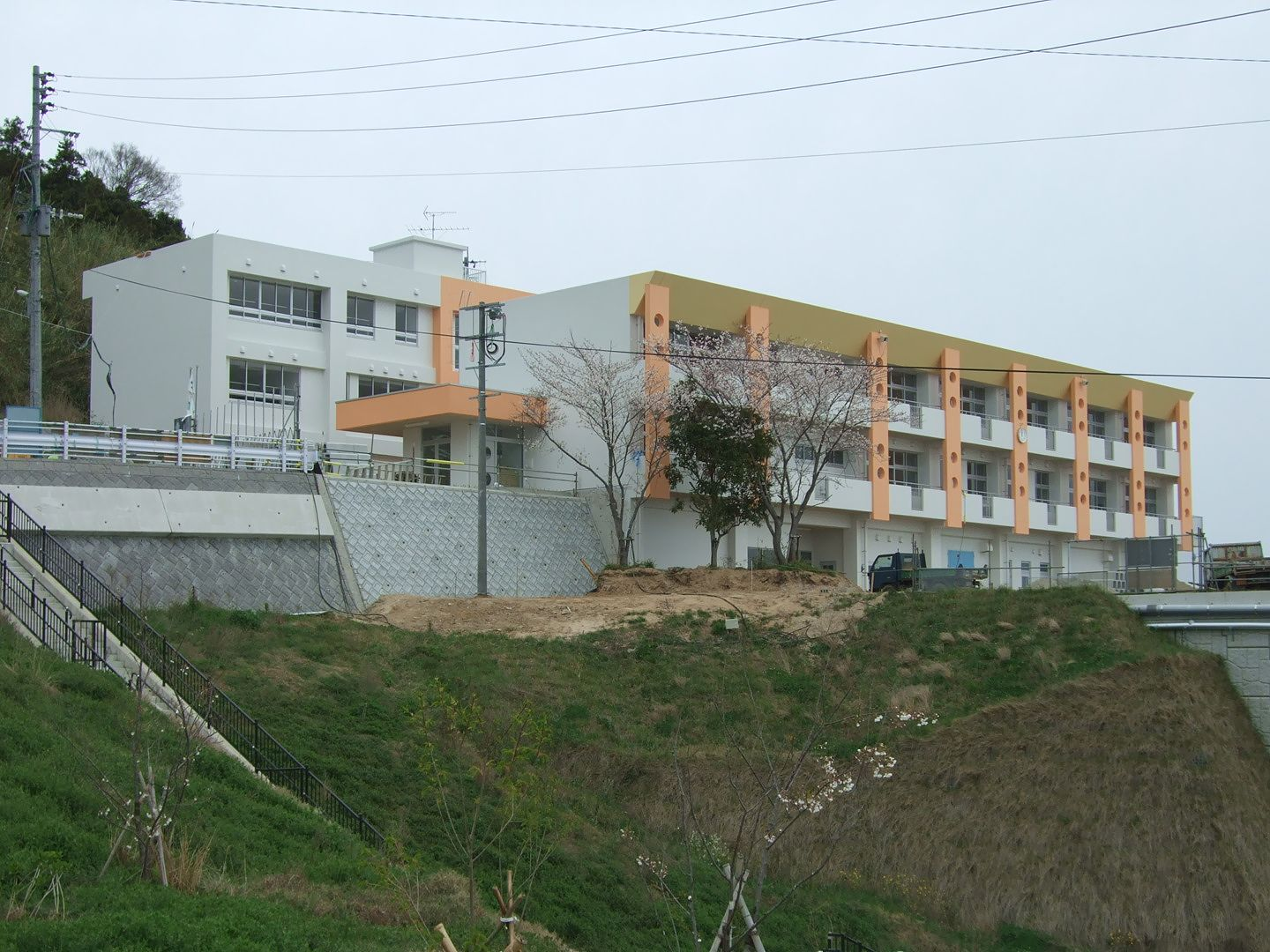
겐카이 소학교와 중학교.

## 주요 전승
헤이안 시대의 무장인 유리와카가 겐카이섬에 방치되었던 전승이 남아 있다. 겐카이섬은 전승에 남아 있는 유리와카의 주거지 중 하나였으며 유리와카와 관련된 지명인 다이진바위(大臣岩), 네무리세키(眠り石), 마도로미하마(まどろみ浜) 등의 지명이 남아 있다.